# أوبيد غوميز
أوبيد غوميز (بالإنجليزية: Obed Gómez)‏ هو رسام أمريكي، ولد في 1966 في سانتورس ‏ في الولايات المتحدة.